# Sara Casasola
Sara Casasola, née le 29 novembre 1999 à San Daniele del Friuli, est une coureuse cycliste italienne spécialiste du cyclo-cross.

## Biographie
Sara Casasola commence le sport par le cyclisme sur route et le VTT dans sa jeunesse avant de découvrir le cyclo-cross. Comme les courses séparées pour les femmes juniors (moins de 19 ans) n'existent pas à l'époque, elle court longtemps contre des concurrentes plus âgées. En 2016, elle parvient à terminer quatrième du championnat d'Europe de cyclo-cross espoirs à l'âge de 16 ans. Trois ans plus tard, elle est sacrée championne d'Italie de cyclo-cross espoirs.
À partir de la saison 2022-2023, elle se classe régulièrement dans le top 10 des courses de la Coupe du monde de cyclo-cross. En 2023-2024, elle remporte la médaille de bronze aux championnats d'Europe et aux championnats d'Italie. Parallèlement à ses activités sportives, elle se consacre à ses études et obtient son doctorat en mathématiques de l'Université d'Udine début 2024.
Au début de la saison 2024-2025, Casasola signe avec l'équipe de cyclo-cross belge Crelan-Corendon. Le changement porte ses fruits en peu de temps lorsqu'elle monte pour la première fois sur le podium de cyclo-cross internationaux sur le Druivencross et le célèbre Koppenbergcross.
Alors que Casasola a rapidement abandonné le VTT, elle continue à pratiquer le cyclisme sur route pendant la saison estivale et participe à plusieurs reprises au Tour d'Italie. À partir de 2025, elle court pour la première fois pour une équipe World Tour au sein de la Fenix-Deceuninck.

## Palmarès en cyclo-cross
- 2016-2017
  - Trofeo SMP Master Cross Internazionale, Buja
  - Gran Premio di Ciclocross Città di Vittorio Veneto, Vittorio Veneto
  - 3e du championnat d'Italie de cyclo-cross juniors
  - 4e du championnat d'Europe de cyclo-cross espoirs
- 2017-2018
  - GP Lambach, Stadl-Paura
  - Gran Premio di Ciclocross Città di Vittorio Veneto, Vittorio Veneto
  - 6e du championnat du monde de cyclo-cross espoirs
- 2018-2019
  -  Championne d'Italie de cyclo-cross espoirs
  - Trofeo Nuovi Investimenti, Cles
  - Gran Premio Città di Vittorio Veneto, Vittorio Veneto
  - 7e du championnat d'Europe de cyclo-cross espoirs
- 2019-2020
  - GP Citta Di Jesolo, Jesolo
  - 40th anniversary of the World memorial ciclocross Saccolongo, Saccolongo
  - International Ciclocross selle SMP-11°Trof.Cop.ed.Brugherio82, Brugherio
  - 2e du championnat d'Italie de cyclo-cross espoirs
  - 8e du championnat du monde de cyclo-cross espoirs
- 2020-2021
  - Toi Toi Cup #1, Mladá Boleslav
  - Toi Toi Cup #2, Holé Vrchy
  - 3e du championnat d'Italie de cyclo-cross espoirs
  - 8e du championnat d'Europe de cyclo-cross espoirs
- 2021-2022
  - 3e du championnat d'Italie de cyclo-cross
- 2022-2023
  - International Cyclocross Increa Brugherio, Brugherio
  - Swiss Cyclocross Cup #3, Bulle
  - Swiss Cyclocross Cup #4, Hittnau
  - 2e Trofeo Citta' di Firenze, Florence
  - 5e du championnat d'Europe de cyclo-cross
- 2023-2024
  -  Championne d'Italie de cyclo-cross
  - Classement général de la Swiss Cyclocross Cup
    - Swiss Cyclocross Cup #2, Steinmaur
    - Swiss Cyclocross Cup #3, Schneisingen
    - Swiss Cyclocross Cup #4, Hittnau

  - CX Rivellino, Osoppo
  - International Cyclocross Increa Brugherio, Brugherio
  - Ciclocross del Ponte, Faè
  -  Médaillée de bronze du championnat d'Europe de cyclo-cross
  - 5e du championnat d'Europe de cyclo-cross en relais mixte
  - 6e du championnat du monde de cyclo-cross
- 2024-2025
  - X²O Badkamers Trofee #8, Bruxelles
  -  Médaillée d'argent du championnat du monde de cyclo-cross en relais mixte
  - 3e du X²O Badkamers Trofee
  - 4e du championnat d'Europe de cyclo-cross
  - 6e du championnat du monde de cyclo-cross

## Palmarès sur route

### Résultats sur les grands tours

#### Tour d'Italie
5 participations
- 2018 : 106e
- 2020 : 37e
- 2021 : abandon (7e étape)
- 2023 : abandon (8e étape)
- 2025 : 15e

### Classement mondiaux
| Année                                 | 2020 | 2021 | 2022 | 2023 |
| ------------------------------------- | ---- | ---- | ---- | ---- |
| Classement UCI                        | 598e | nc   | nc   | 858e |
| UCI World Tour                        | 164e | nc   | nc   | nc   |
|                                       |      |      |      |      |
| Légende : nc = non classéSource : UCI |      |      |      |      |